# La Mission de Fatty
Pour plus de détails, voir Fiche technique et Distribution.
La Mission de Fatty (titre original : Moonshine) est une comédie burlesque américaine écrite et réalisée par Roscoe Arbuckle, sortie en 1918.

## Synopsis
Fatty et son fidèle adjoint Buster enquêtent sur un réseau de contrebandiers d'alcool qui opère dans une région montagneuse. Après de nombreuses péripéties, les deux compères parviennent enfin à découvrir l'entrée de leur grotte cachée. C'est le début des ennuis pour Fatty, capturé par le gang...

## Fiche technique
- Titre : La Mission de Fatty
- Titre original : Moonshine
- Réalisation : Roscoe Arbuckle
- Scénario : Roscoe Arbuckle
- Photographie : George Peters
- Montage : Herbert Warren
- Producteur : Joseph M. Schenck
- Société de production : Comique Film Corporation
- Société de distribution : Paramount Pictures
- Pays de production :  États-Unis
- Langue : film muet avec les intertitres en anglais
- Format : Noir et blanc — 35 mm — 1,33:1 — Muet
- Genre : Comédie, Film burlesque
- Durée : 23 minutes
- Date de sortie :
  - États-Unis : 12 mai 1918

## Distribution
- Roscoe "Fatty" Arbuckle : Fatty, capitaine des agents des recettes
- Buster Keaton : l'agent des recettes
- Al St. John : un contrebandier
- Alice Lake : La fille du chef des contrebandiers
- Charles Dudley : Jud Grew, chef des contrebandiers
- Joe Bordeaux :

## Autour du film
- Malgré l'absence de copies complètes et en bon état de ce film, on trouve sur Youtube des copies complètes mais de qualité assez médiocre.
- Le meilleur gag reste celui où Buster Keaton fait descendre de la voiture 50 agents des recettes en armes. Les acteurs en fait entrent par un côté de la voiture pour ressortir de l'autre et se ranger en escouade. La scène est filmée avec un cache devant l'objectif masquant la voiture par son milieu. Une fois la scène terminée, la pellicule est rembobinée et le cache inversé. On filme alors l'autre côté du véhicule, portière fermée[1]. Un bon gag hommage dans l'esprit des films de Georges Méliès.